# Пломбировочные материалы
Пломбировочные материалы — материалы, применяемые в стоматологии для замещения зубной ткани.

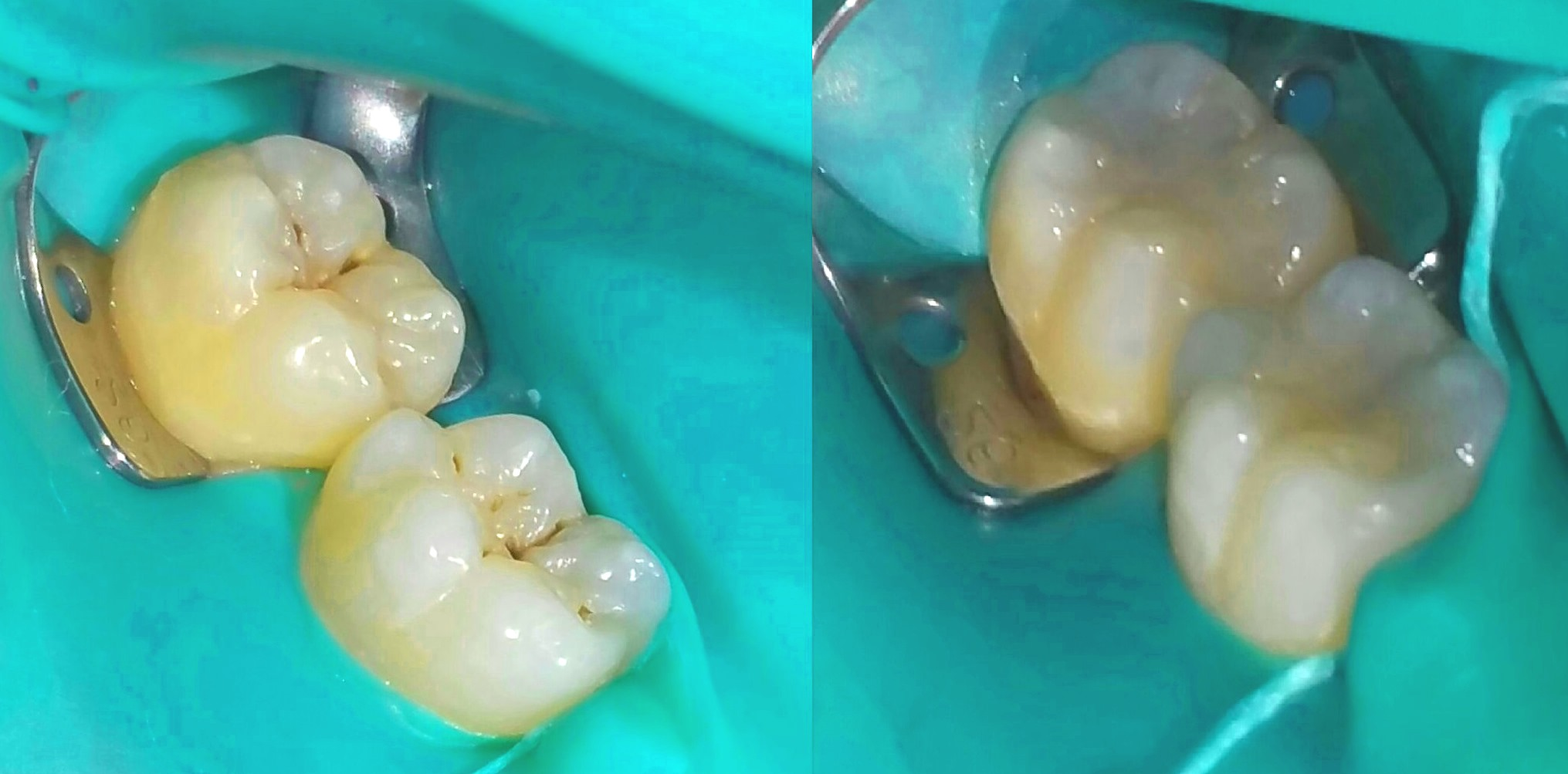

Различают по поколениям:
- Первое
- Второе
- Третье

## Амальгамы
Амальгама — сплав различных металлов и ртути.
Основной металл:
- Серебро
- Золото
- Медь (практически не используется)

Амальгама во многих странах не используется из-за вредного воздействия ртути на организм 
.

## Стоматологические цементы
Современная классификация стоматологических цементов предусматривает их разделение на два больших класса, в зависимости от состава веществ в них содержащихся и основной структуры вещества, которое образуется после отверждения материала:

### Минеральные цементы
- Цинк—фосфатные цементы.
- Силикатные цементы.
- Силико—фосфатные цементы.
- Барий—фосфатные цементы.
- Цинк—эвгеноловые цементы.
- Цинк—сульфатные цементы.
- Кальций-содержащие цементы

### Полимерные цементы
- Поликарбоксилатные цементы.
- Стеклоиономерные цементы.
- Полимерные цементы.
- Компомерные цементы, компомеры — материалы, сочетающие в себе свойства стеклоиономеров и композитов.
- Керметные цементы (керметы).
- Керамомеры — компомерные материалы в составе которых имеются частички керамики.

## По способуотверждения
- химического отверждения
- светового отверждения
- теплового отверждения
- Двойного отверждения
  - световое + химическое
  - световое + тепловое

## По наполненности
- микронаполненные
- макронаполненные
- гибридные

## По форме выпуска
- однокомпонентные
- двухкомпонентные